# Општина Сантау (Сату Маре)
Сантау (рум. Santău) општина је у Румунији у округу Сату Маре.
Oпштина се налази на надморској висини од 117 m.